# 第一次世界大戦の犠牲者

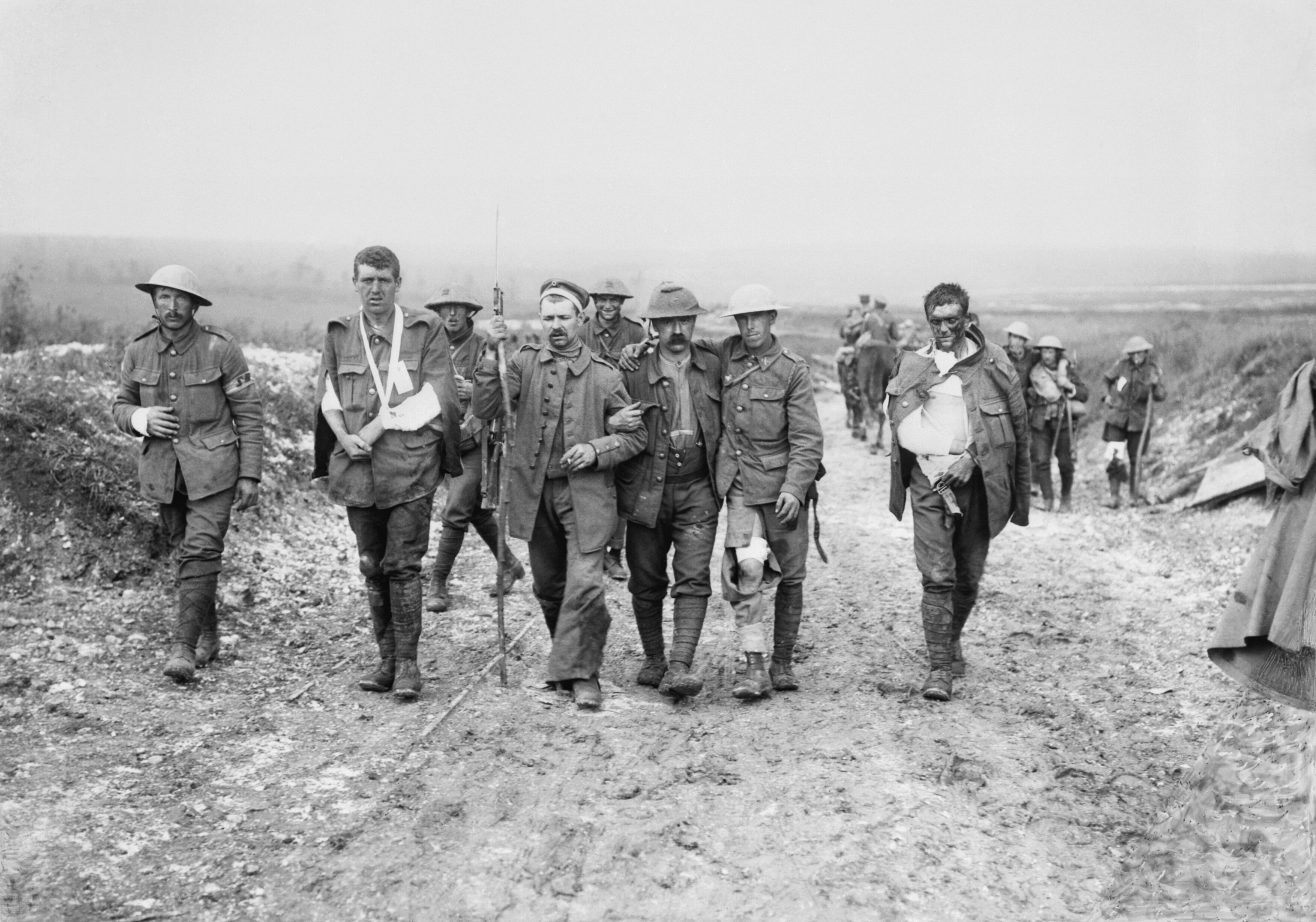
イギリスの写真家、エルンスト・ブルックスによってフランス、ソンム近郊のベルナフェ・ウッドで負傷したイギリス軍兵士とドイツ軍兵士を捉えた戦場写真。(1916年7月19日)

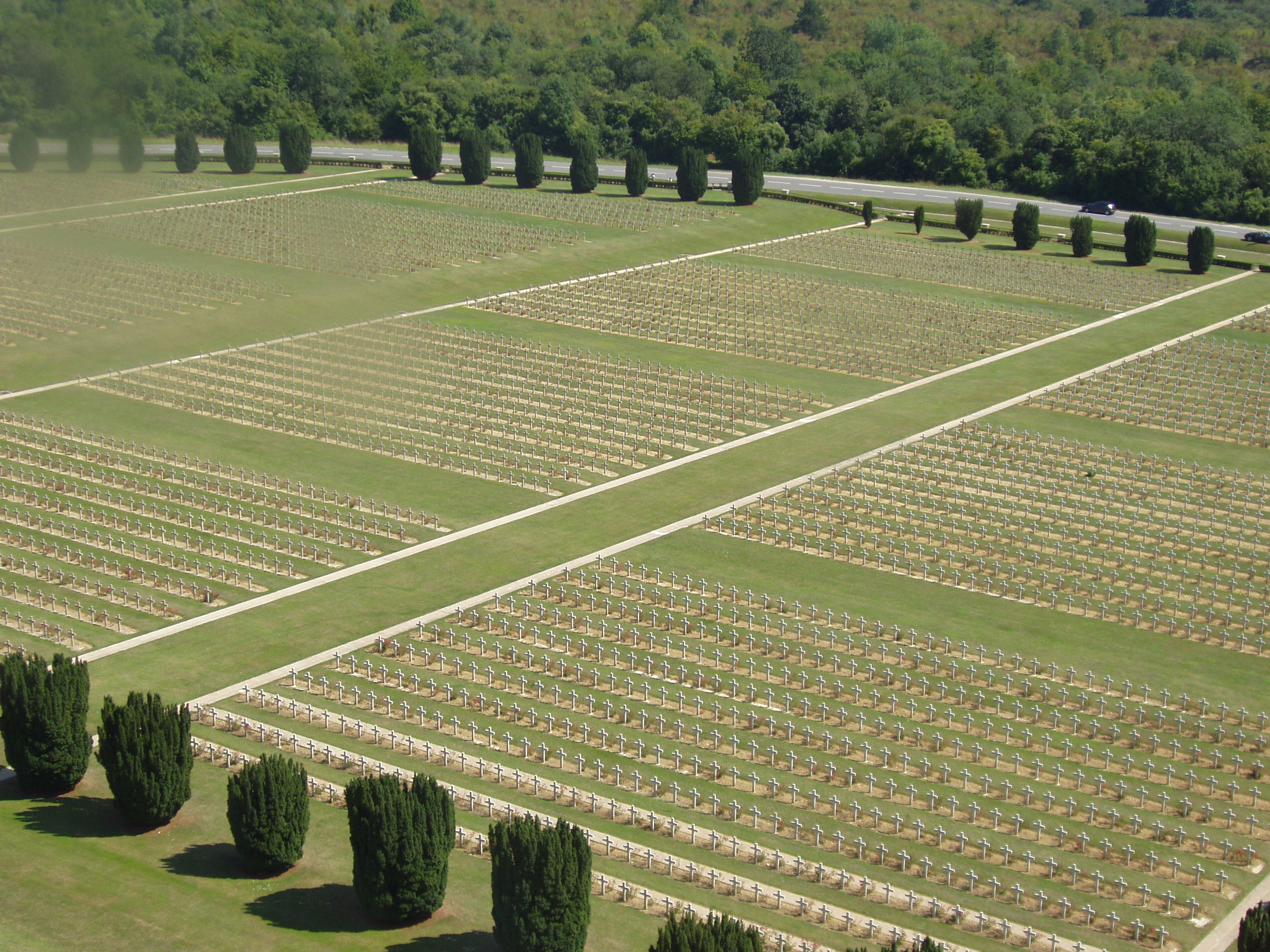
ドゥオモン納骨堂から見た軍人墓地の様子。1916年のヴェルダンの戦いで亡くなったフランス軍およびドイツ軍兵士の遺骨が納められている。

第一次世界大戦の犠牲者（だいいちじせかいたいせんのぎせいしゃ）は、戦闘員および民間人の犠牲者の総計として約3700万人が記録されている。第一次世界大戦の二大陣営である連合国（協商国）および中央同盟国（同盟国）を合わせた犠牲者数は、戦死者1600万人、戦傷者2,000万人以上を記録しており、これは人類の歴史上、最も犠牲者数が多い戦争の1つと位置付けられている。
上記の数値には約1,000万人の軍属と約700万人の民間人犠牲者が含まれている。第一次世界大戦の対立陣営の1つである連合国では約600万人の軍人が犠牲となり、同盟国では約400万人の軍人が犠牲となった。また、少なくとも戦争を起因とする疾病によって亡くなった者（戦病死者）は200万人、行方不明者は600万人とされている。
第一次世界大戦の戦死者の約3分の2は戦闘中に亡くなっており、19世紀に行われた戦争における大部分の戦死者の死因が病死（戦病死）であったことからその死因が大きく異なっている。医療技術の発達があったものの、犠牲者の全体の3分の1はスペインかぜなどの疾病が死因であった。

## 犠牲者数の統計について
第一次世界大戦における犠牲者の推計値は研究者によって異なっており、900万人から1500万人以上という幅がある。なお、本項に記載されている犠牲者の統計値は、検証可能な公式資料などの二次資料に基づくものである。また、数値に関する出典は下記の注釈に適宜まとめている。
記載されている犠牲者数は、少なくとも戦闘による戦死者約680万人、および、事故、病気、捕虜の待遇にあるうちに死亡した者約300万人とされている。マイケル・クロッドフェルターは「一般的に受け入れられている第一次世界大戦における民間人戦没者の数は650万人」と述べており、第一次世界大戦における民間人戦没者の数を推計することは「冒険的」であるとされている。下記に記載されている民間人戦没者の数値は先の数字よりも約600万人ほど多いものとなっている。その差は、戦争を原因とする栄養失調や病気による死亡者数に相当する。戦争の結果、敵対国に対する通商破壊が行われ、栄養失調や病気の原因となる食糧不足の問題がもたらされた。また、戦争のため動員が下令されると、農業生産を担う人口が数百万単位で払底し、農業生産の縮小という結果を生じさせた。なお、下記の民間人戦没者の数にはアルメニア人虐殺も含まれている。人為的理由によらないスペインかぜによる民間人死亡者数は可能な限り、この統計結果から除外している。また、この統計にはトルコ革命およびロシア内戦による死亡者数は含まれていない。

## 犠牲者の統計（1914年当時の国境別）
| 連合国                         | 人口 (100万) | 戦死者                | 民間人戦没者（死因：軍事行動）  | 民間人戦没者（死因：飢餓、病気、事故）  | 戦没者合計            | 人口比戦没者  | 戦傷者                |
| ------------------------------ | ------------ | --------------------- | ------------------------------- | --------------------------------------- | --------------------- | ------------- | --------------------- |
| オーストラリア b               | 4.5          | 61,966                |                                 |                                         | 61,966                | 1.38%         | 152,171               |
| カナダ d                       | 7.2          | 64,976                |                                 | 2,000                                   | 66,976                | 0.92%         | 149,732               |
| イギリス領インド帝国 g         | 315.1        | 74,187                |                                 |                                         | 74,187                | 0.02%         | 69,214                |
| ニュージーランド l             | 1.1          | 18,052                |                                 |                                         | 18,052                | 1.64%         | 41,317                |
| ニューファンドランド m         | 0.2          | 1,570                 |                                 |                                         | 1,570                 | 0.65%         | 2,314                 |
| 南アフリカ連邦 r               | 6.0          | 9,477                 |                                 |                                         | 9,477                 | 0.16%         | 12,029                |
| イギリス s                     | 45.4         | 886,939               | 2,000                           | 107,000                                 | 995,939               | 2.19%         | 1,663,435             |
| イギリス帝国（小計）           | -            | 1,115,597             | 2,000                           | 109,000                                 | 1,226,597             | -             | 2,090,212             |
| 東アフリカ戦線 東アフリカ a    |              |                       |                                 | 脚注を参照                              |                       |               |                       |
| ベルギー c                     | 7.4          | 58,637                | 7,000                           | 55,000                                  | 120,637               | 1.63%         | 44,686                |
| フランス e                     | 39.6         | 1,397,800             | 40,000                          | 260,000                                 | 1,697,800             | 4.29%         | 4,266,000             |
| ギリシャ王国f                  | 4.8          | 26,000                |                                 | 150,000                                 | 176,000               | 3.67%         | 21,000                |
| イタリア王国 h                 | 35.6         | 651,000               | 4,000                           | 585,000                                 | 1,240,000             | 3.48%         | 953,886               |
| 大日本帝国 i                   | 53.6         | 415                   |                                 |                                         | 415                   | 0%            | 907                   |
| ルクセンブルク j               | 0.3          |                       |                                 |                                         | 脚注を参照            |               |                       |
| モンテネグロ王国 k             | 0.5          | 3,000                 |                                 |                                         | 3,000                 | 0.6%          | 10,000                |
| ポルトガル n                   | 6.0          | 7,222                 |                                 | 82,000                                  | 89,222                | 1.49%         | 13,751                |
| ルーマニア王国 o               | 7.5          | 250,000               | 120,000                         | 330,000                                 | 700,000               | 9.33%         | 120,000               |
| ロシア帝国 p                   | 175.1        | 1,811,000 - 2,254,369 | 500,000(1914)                   | 1,000,000(1914)                         | 3,311,000 - 3,754,369 | 1.89% - 2.14% | 3,749,000 - 4,950,000 |
| セルビア王国 q                 | 4.5          | 275,000               | 150,000                         | 300,000                                 | 725,000               | 16.11%        | 133,148               |
| アメリカ t                     | 92.0         | 116,708               | 757                             |                                         | 117,465               | 0.13%         | 205,690               |
| 合計 （協商国）                | 800.4        | 5,712,379             | 823,757                         | 2,871,000                               | 9,407,136             | 1.19%         | 12,809,280            |
| 中央同盟国                     | 人口 (100万) | 戦死者                | 民間人戦没者 （死因：軍事行動） | 民間人戦没者 （死因：飢餓、病気、事故） | 戦没者合計            | 人口比戦没者  | 戦傷者                |
| オーストリア＝ハンガリー帝国 u | 51.4         | 1,100,000             | 120,000                         | 347,000                                 | 1,567,000             | 3.05%         | 3,620,000             |
| ブルガリア王国 v               | 5.5          | 87,500                |                                 | 100,000                                 | 187,500               | 3.41%         | 152,390               |
| ドイツ帝国 w                   | 64.9         | 2,050,897             | 1,000                           | 425,000                                 | 2,476,897             | 3.82%         | 4,247,143             |
| オスマン帝国 x                 | 21.3         | 771,844               |                                 | 2,150,000                               | 2,921,844             | 13.72%        | 400,000               |
| 合計 （中央同盟国）            | 143.1        | 4,010,241             | 121,000                         | 3,022,000                               | 7,153,241             | 5%            | 8,419,533             |
| 中立国                         |              |                       |                                 |                                         |                       |               |                       |
| デンマーク y                   | 2.7          |                       | 722                             |                                         | 722                   | 0.03%         | _                     |
| ノルウェー z                   | 2.4          |                       | 1,892                           |                                         | 1,892                 | 0.08%         | _                     |
| スウェーデン z                 | 5.6          |                       | 877                             |                                         | 877                   | 0.02%         | _                     |
| 総計                           | 954.2        | 9,722,620             | 948,248                         | 5,893,000                               | 16,563,868            | 1.75%         | 21,228,813            |

## 犠牲者の統計 （現代の国境別）

第一次大戦後におけるヨーロッパの国境線の変化

第一次世界大戦では、イギリス、フランス、ドイツ、ロシア、オーストリア＝ハンガリー、トルコといった国家の内部に多民族を包摂する帝国がこの戦争に参戦し、多民族から構成される帝国内の様々な民族集団は戦争のために召集された。現在の国境線に基づく戦争犠牲者の統計は、1914年当時に存在した国家別の上記の統計と重複している点もある。

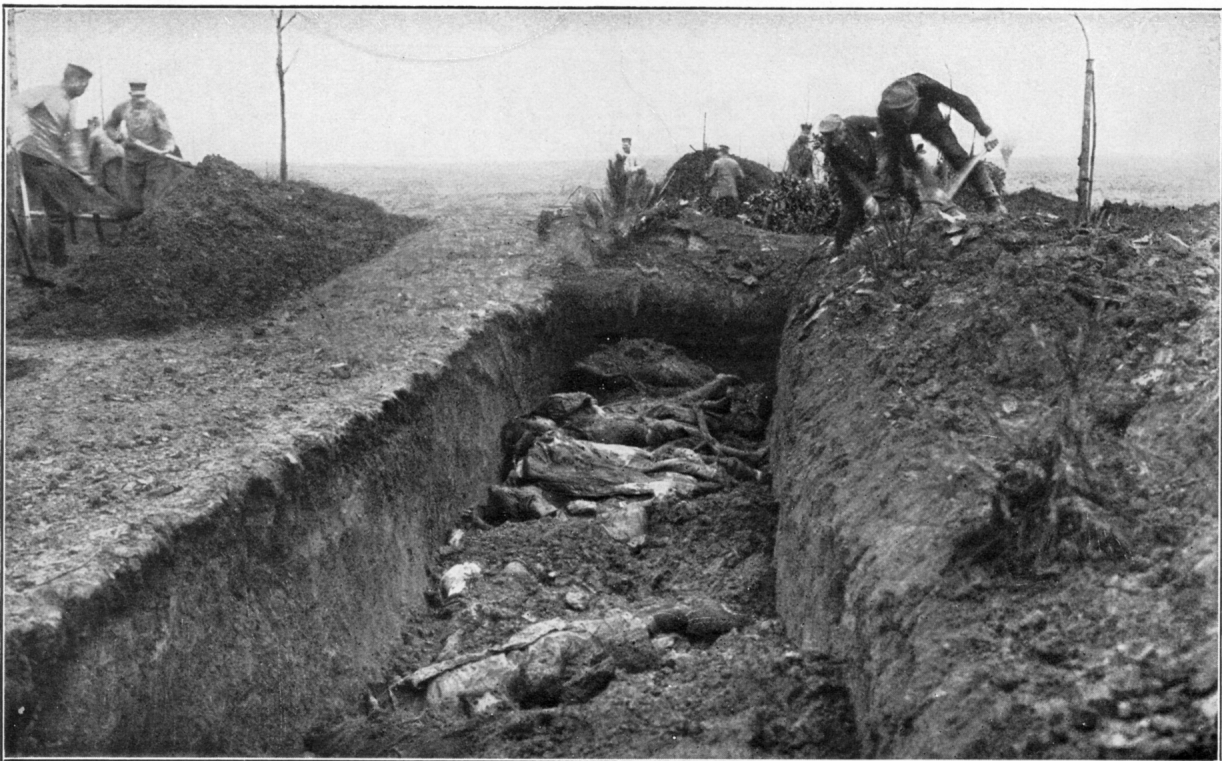
ドイツ軍兵士によって埋葬されるイギリス軍兵士およびオーストラリア軍兵士 (1916年または1917年)

## 国および地域別の犠牲者

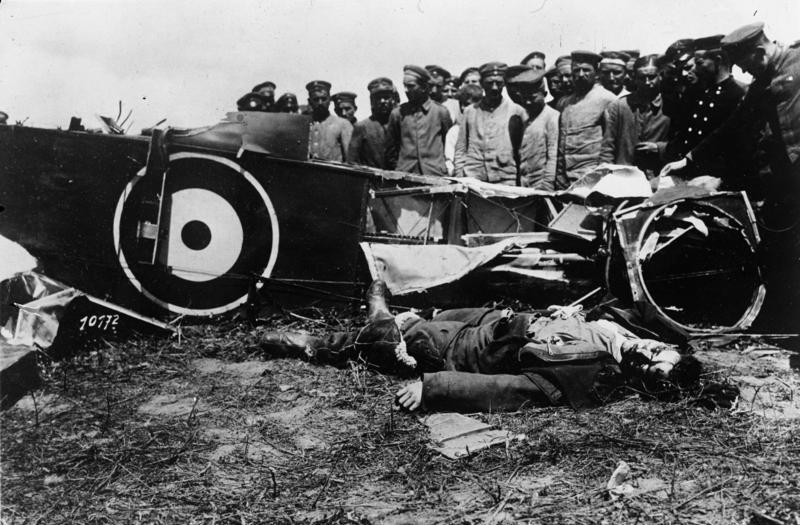
戦死したイギリス軍の操縦士 (1917年)

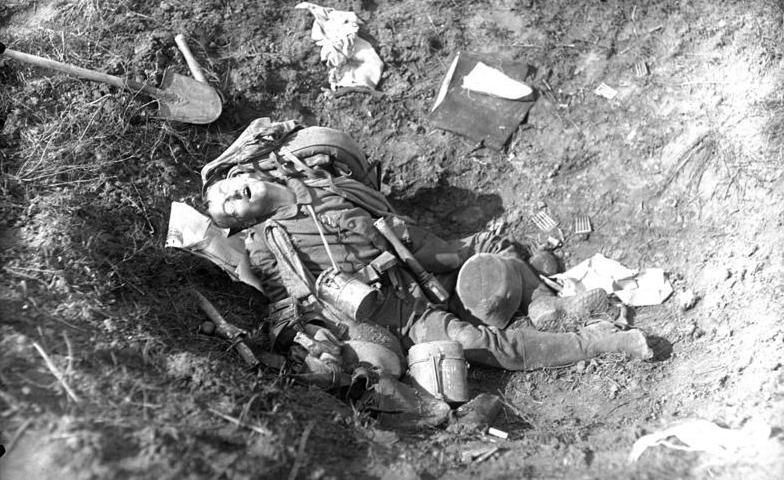
フランスで戦死したドイツ軍兵士 (1917年)

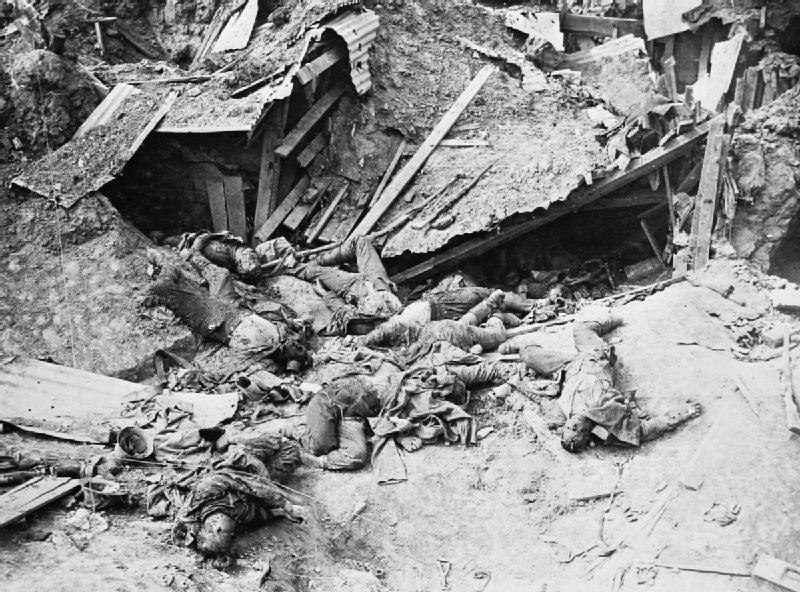
機関銃座の残骸に散乱しているドイツ軍兵士の遺体 (1916年、ギーユモン近郊)

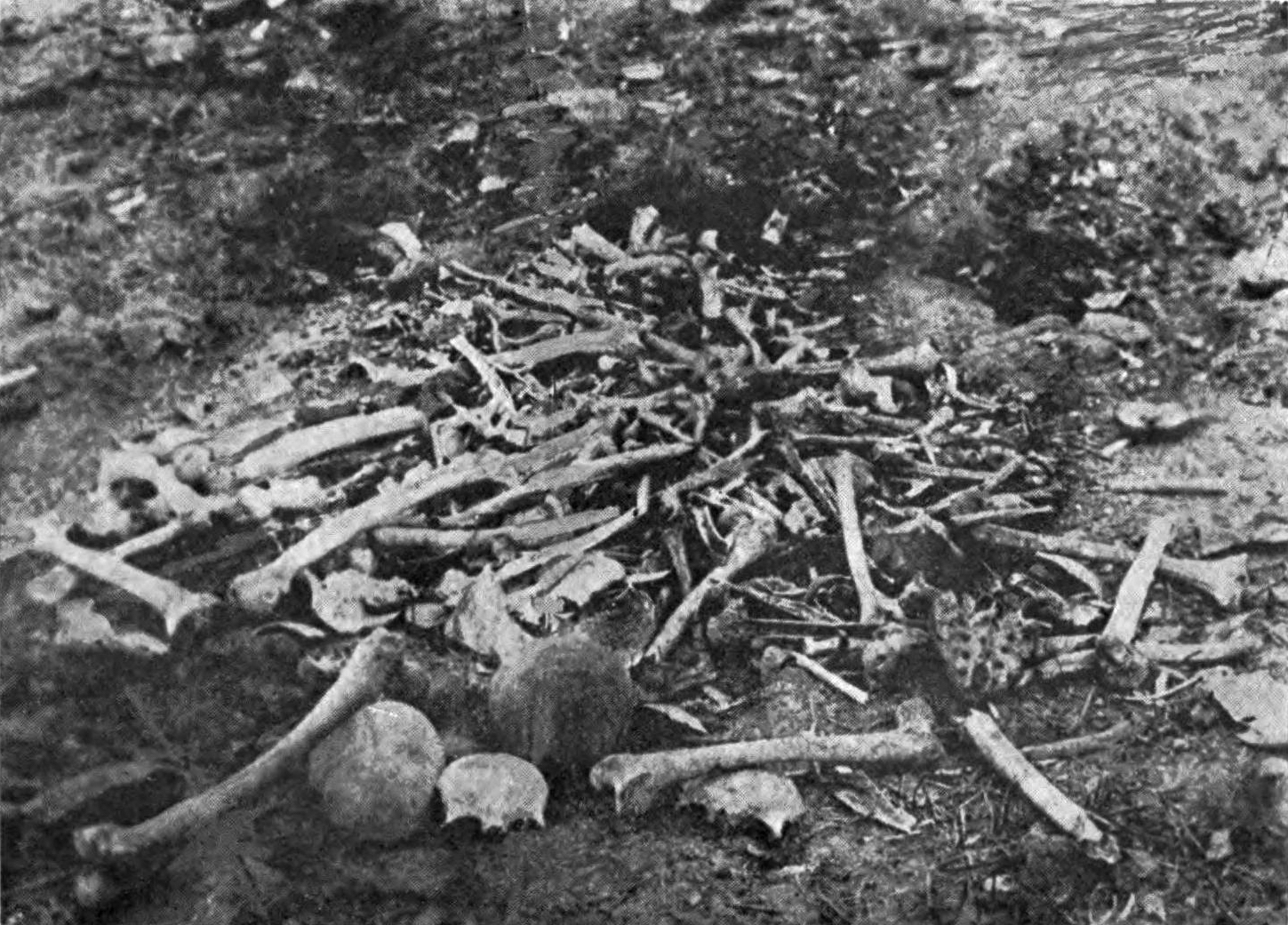
アルメニア人虐殺による犠牲者の遺体 （アナトリア半島東部の都市、エルズィンジャン）

### オーストリア
現在の国境線に基づくオーストリア国内の死亡者数の推計は、2004年に出版された"Erlikman, Vadim (2004). Poteri narodonaseleniia v XX veke : spravochnik. Moscow."の記述に依る。
戦没者合計:17万5000人（オーストリア＝ハンガリー帝国軍における戦死者:12万人、捕虜の待遇にあるうちに亡くなった戦死者:3万人、飢餓、病気を死因とする民間人戦没者:2万5000人）

### ベルギー領コンゴ
大戦中、ベルギー領コンゴ（現在のコンゴ民主共和国）はベルギー王国の版図の一部であった。
 コンゴ民主共和国 : 戦闘員の戦死者5000人、民間人戦没者15万人

### チェコスロバキア
大戦中、チェコスロバキアはオーストリア＝ハンガリー帝国の版図の一部であった。下記に記載されたチェコスロバキアにおける戦没者の推計は1991年当時の国境線に基づくものである。
戦没者合計:18万5000人（オーストリア＝ハンガリー二重帝国軍における戦闘員の戦死者11万人、捕虜の待遇にあるうちに亡くなった戦没者:4万5000人、飢餓、病気を死因とする民間人戦没者3万人）

### エストニア
大戦中、エストニアはロシア帝国の版図の一部であり、約10万人のエストニア人がロシア帝国軍の兵役に従事した。このうち約1万人が戦死したとされている。

### フランス植民地
大戦中におけるフランス植民地領の戦闘員の戦死者の推計を現在の国境別に改めたものを下記に掲げる。フランス軍における戦死者の総計は8万1000人である。
 アルジェリア （旧フランス領アルジェリア）: 2万6000人
 ベトナム （旧フランス領インドシナ）: 1万2000人
 マリ （旧フランス領西アフリカ）: 1万人
 モロッコ （旧フランス保護領モロッコ）: 8000人
 セネガル （旧フランス領西アフリカ）: 6000人
 ギニア （旧フランス領西アフリカ）: 2500人
 マダガスカル: 2500人
 ベナン （旧フランス領西アフリカ）: 2000人
 ブルキナファソ （旧フランス領西アフリカ）: 2000人
 コンゴ共和国 （旧フランス領赤道アフリカ）:2000人
 コートジボワール （旧フランス領西アフリカ）: 2000人
 チュニジア （旧フランス保護領チュニジア）: 2000人
 チャド （旧フランス領赤道アフリカ）: 1500人
 中央アフリカ （旧フランス領ウバンギ＝シャリ）: 1000人
 ニジェール （旧フランス領西アフリカ）: 1000人
 ガボン （旧フランス領赤道アフリカ）: 500人

### ドイツ植民地
大戦中、ドイツ植民地領の戦闘員の戦死者の推計を現在の国境別に改めたものを下記に掲げる。戦闘員の戦死者の総計は約1万7000人である。
 タンザニア （旧ドイツ領東アフリカ）: 2万人
 ナミビア （旧ドイツ領南西アフリカ）: 1万人
 カメルーン （旧ドイツ保護領カメルーン）: 5000人
 トーゴ （旧トーゴランド）: 2000人

### ハンガリー
大戦中におけるハンガリー国内における戦没者の推計は下記の通りである。
戦没者合計:38万5000人（オーストリア＝ハンガリー帝国軍における戦死者27万人、捕虜の待遇にあるうちに亡くなった者7万人、飢餓、病気を死因とする民間人戦没者4万5000人）

### アイルランド
大戦中、アイルランドはイギリスの一部であった。1922年、アイルランド島の6分の5の州がイギリスから離脱し、現在のアイルランド共和国の前身であるアイルランド自由国を形成した。
第一次世界大戦において、合わせて20万6000人のアイルランド人がイギリス軍の兵役に従事した。イギリス軍に所属するアイルランド人兵士の戦死者数は、記録に残っている数字の総計で、2万7405人である。上記の数字の大部分は、1920年のアイルランド統治法によって分断された北アイルランドの出身者である。アイルランド師団（第10師団、第16師団、および、第36師団）に所属した兵士のうち、約4万9400人が亡くなっており、アイルランド師団における犠牲者数の71%がアイルランド出身であった。

### ポーランド
ポーランドの領土は、1795年から1914年にかけて、ドイツ、オーストリア、ロシアの3か国に分割され、1915年後半までに、ドイツ帝国が今日のポーランド全土に支配を確立した。2005年のポーランド人研究者による調査では、第一次大戦中、占領当事国の軍隊として兵役に従事したポーランド人の推計は約340万人と見積もられている。ポーランド第二共和国時代の国境線に基づく、1914年から1918年までにおける軍民を合わせたポーランド人戦没者数は約113万人と推計されている。また、1945年以後のポーランド国境に基づく、第一次大戦におけるポーランド人戦没者の推計として、戦没者の合計は約64万人（下記に掲げる占領当事国軍隊におけるポーランド人兵士の戦死者:25万人、捕虜の待遇にあるうちに亡くなった者:2万人、軍事行動によって亡くなった民間人戦没者:12万人、飢餓、病気を死因とする民間人戦没者:25万人）
 オーストリア＝ハンガリー帝国 （第一次世界大戦におけるポーランド軍団）: 6万7000人
 ドイツ帝国: 8万7000人
 ロシア帝国: 9万6000人

### ルーマニア
大戦中、トランシルヴァニア地域はオーストリア＝ハンガリー帝国の版図の一部であった。現代の国境に基づく大戦におけるルーマニア人戦没者の推計は下記の通りである。
戦没者合計:74万8000人（ルーマニア軍における戦死者:22万人、オーストリア＝ハンガリー帝国軍におけるルーマニア人兵士の戦死者15万人、捕虜の待遇にあるうちに亡くなった者4万8000人、飢餓、病気を死因とする民間人戦没者20万人、軍事行動によって亡くなった民間人戦没者12万人、オーストリア政府管轄の刑務所内で亡くなった者1万人）
 ルーマニア王国軍: 戦闘員22万人および民間人33万人
 オーストリア＝ハンガリー帝国軍: 15万人

### イギリス植民地
第一次大戦中、イギリス帝国を構成するイギリス植民地の出身者における戦死者の推計は、戦没者の合計として3万5700人である。また、イギリスは、インド人、中国人、南アフリカ先住民、エジプト人や他の海外から、戦闘地域における兵站支援業務を担う労働者を雇用していた。東アフリカにおけるイギリス軍の犠牲者には4万4911人の労働者が含まれている。コモンウェルス戦争墓地委員会は、中国人輸送部隊に所属した約2000人の中国人労働者がフランスにおいてイギリス人戦没者と共に埋葬されていることを報告した。
 ガーナ （旧イギリス領ゴールドコースト）: 1200人
 ケニア （旧イギリス領東アフリカ）: 2000人
 マラウイ （旧ニヤサランド）: 3000人
 ナイジェリア （旧イギリス領西アフリカ）: 5000人
 シエラレオネ （旧イギリス領西アフリカ）: 1000人
 ウガンダ （旧ウガンダ保護領）: 1500人
 ザンビア （旧北ローデシア）: 3000人

### ユーゴスラビア王国
ユーゴスラビアにおける犠牲者の推計は、1991年当時の国境に基づくものである。
第一次大戦中、スロベニア、クロアチア、ボスニアはオーストリア＝ハンガリー帝国の版図の一部であり、セルビア（現在のマケドニア共和国を含む）やモンテネグロは独立国であった。ユーゴスラビアの歴史家であるウラジミール・デディエルは、第一次世界大戦におけるセルビア人の戦没者数を、戦闘員の戦死者36万9815人、民間人戦没者60万人と推計している。1991年当時のユーゴスラビア国境に基づく第一次世界大戦の犠牲者の推計は次の通り）。戦没者合計約99万6000人（セルビア軍における戦死者:26万人、オーストリア＝ハンガリー軍における戦死者:8万人、モンテネグロ軍における戦死者:1万3000人、捕虜の待遇にあるうちに亡くなった者:9万3000人、飢餓、病気を死因とする民間人戦没者:40万人、軍事行動によって亡くなった民間人戦没者:12万人、オーストリア＝ハンガリー政府管轄の刑務所内で死亡、または、処刑された者:3万人

### ネパール
第一次世界大戦中（1914年-1918年）のネパールは連合国として参戦した。ネパール軍は拡張され、新たに志願兵で構成された6個連隊（総勢として2万人以上）がインド方面へ派遣され、その多くはイギリス領インド帝国の北西辺境州 (1901-1955)（現在のパキスタン、カイバル・パクトゥンクワ州）に展開していたイギリス軍およびインド軍を救出するための任務に当たった。
同時にネパール政府は現存するイギリス軍グルカ部隊を維持し、追加の部隊を組織できる水準まで部隊の補充を行うことに同意した。ネパール軍の大隊の規模は33個大隊まで増強され、新たに5万5000人が徴募された。そして、グルカ部隊は全戦線において軍務のためにイギリス軍最高司令部の配下に置かれた。多くの義勇兵は陸軍運搬部隊 (the Army Bearer Corps) や徴用部隊などの非戦闘部隊に配置されたが、フランス、トルコ、パレスチナ、メソポタニアなどの他の戦域では部隊も戦闘に参加している。ラナ首相はネパール人男性に戦争で闘うよう強く求めた。イギリス軍に従事した20万人以上のネパール人のうち英印軍に配属された約2万人のグルカ人が犠牲となった。

## 出典に関する注釈

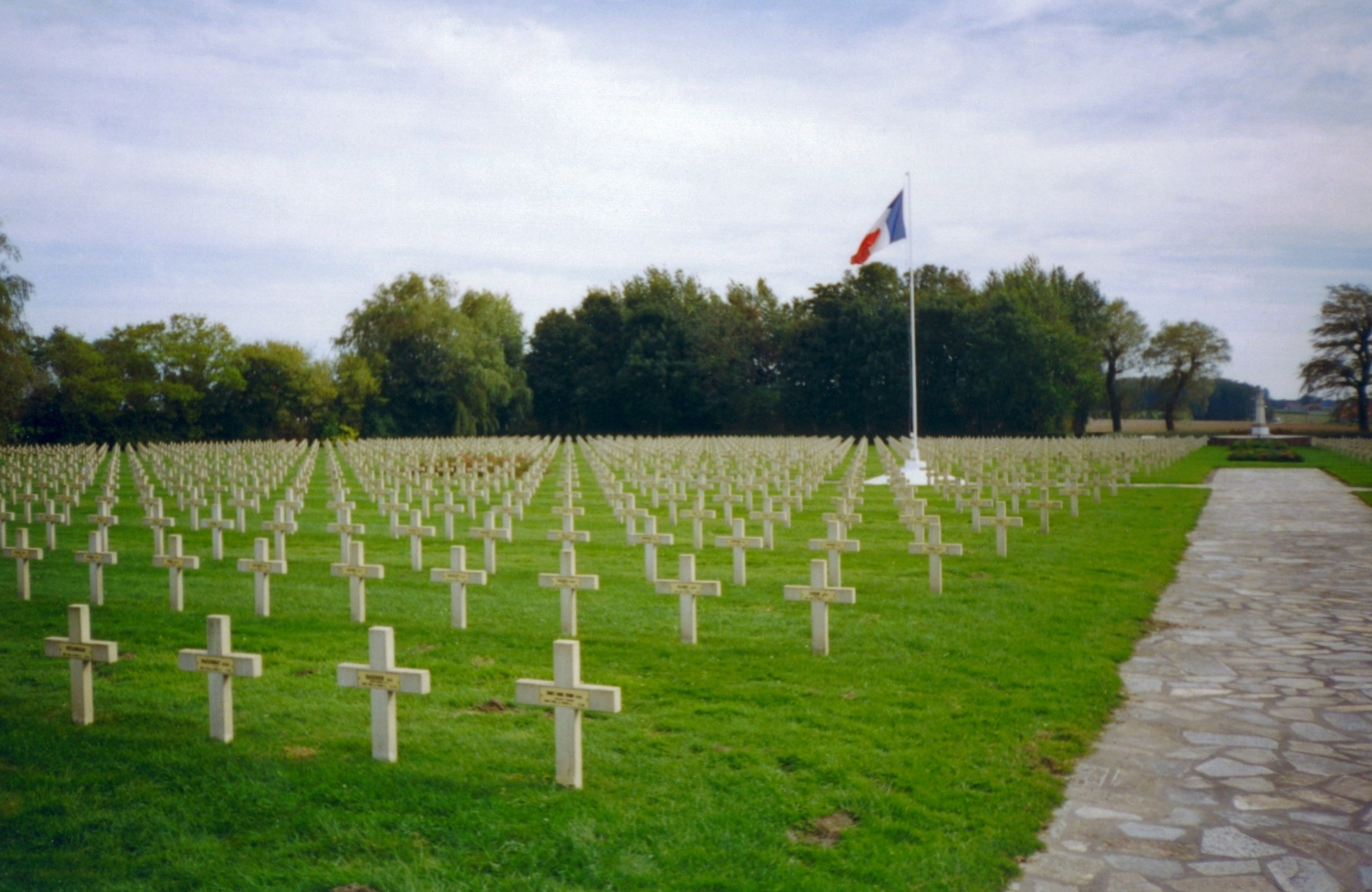
イープル突出部で亡くなったフランス軍兵士の墓地。ベルギー、イープルにあるイープル国立共同墓地にて

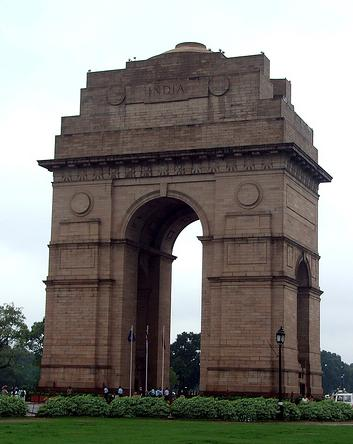
デリーにあるインド門は第一次世界大戦で亡くなったインド人兵士を追悼するために建立された。

同盟別の戦闘員および民間人の犠牲者数の統計

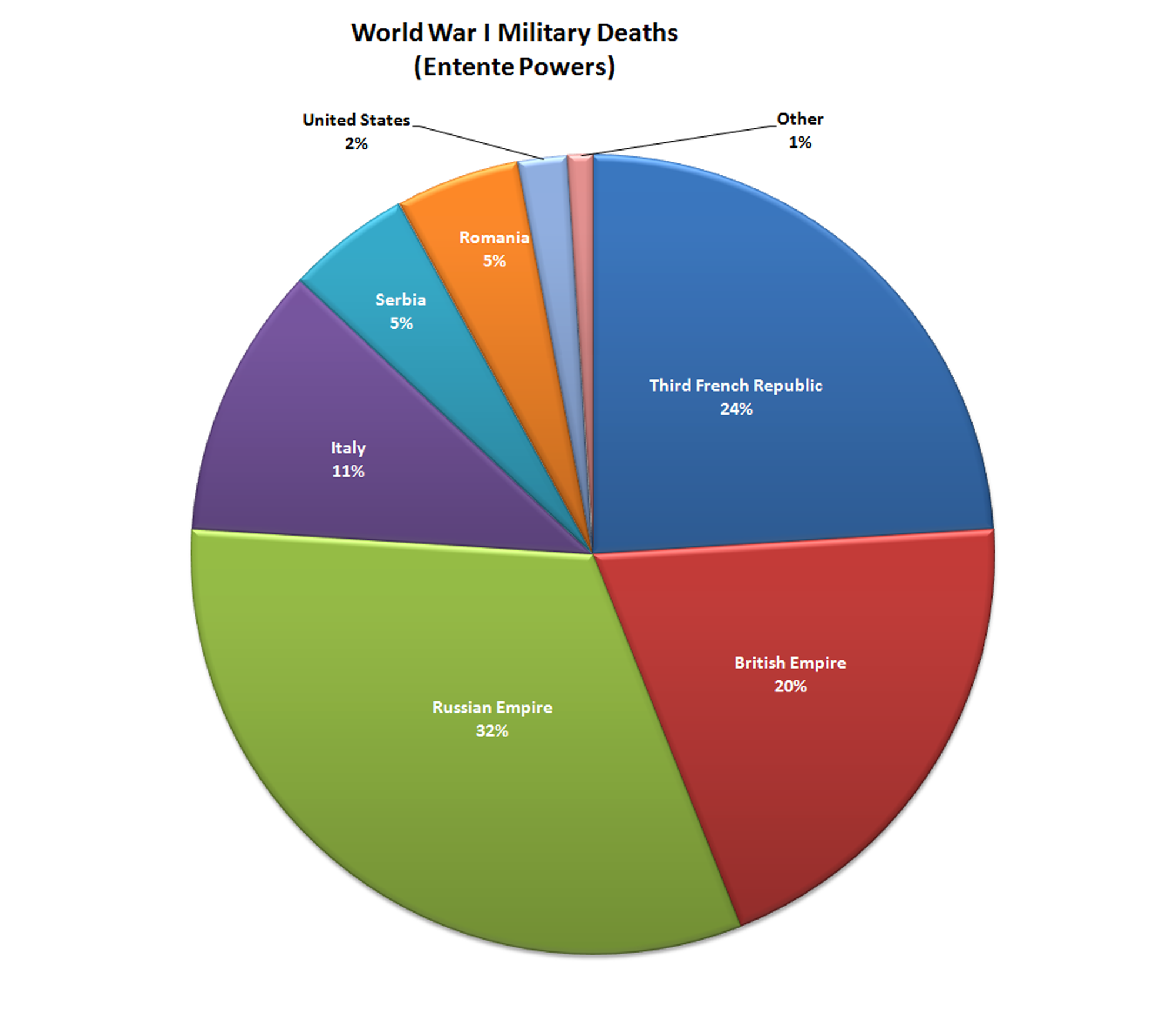
連合国における犠牲者

中央同盟国における犠牲者